# Kamilo Mašek
Kamilo Mašek (10. července 1831 Lublaň – 29. června 1859 Stainz, Štýrsko) byl slovinský skladatel českého původu.

## Život
Pocházel z hudební rodiny Mašků. Byl synem varhaníka a hudebního skladatele Kašpara Maška. Základní hudební vzdělání získal u otce a v dalším studiu pokračoval ve Vídni, kde byl žákem hudebního skladatele a dirigenta Dvorního divadla (Hofburgtheater) českého původu Antonína Emila Tittla. Nejprve byl hudebníkem u hraběte Mořice Strachwitze na zámku v Šebetově. V roce 1854 se stal po svém otci učitelem na škole Filharmonické společnosti v Ljubljani.
Zemřel roku 1859 na tuberkulózu.

## Dílo
V mládí komponoval revoluční pochody pro slovinskou Národní gardu. Napsal řadu písní a sborů na texty slovinské národní i umělé poezie. V pozdějších letech se věnoval převážně chrámové hudbě.
- Judit (předehra pro orchestr (1854)
- Polky pro dechový orchestr
- Divertimento pro dvě violy, dvě violoncella a kontrabas (1854)
- Fantasie pro klavír a melofon
- Jezero (sbor)
- Věnec písní na texty France Prešerena